# Viktor Mach
Viktor Mach (in Australien Victor Mach; * 10. Dezember 1932; † 23. März 2004) war ein österreichischer Fußballspieler.
Der Verteidiger spielte ab der Saison 1950/51 für den Erstligisten SK Admira Wien. Zur Saison 1952/53 wechselte er zum Zweitligisten Wiener AC, mit dem er 1953 aufstieg, aber sogleich wieder abstieg. 1956 gelang der erneute Aufstieg.  Im Juli 1958 nahm er als Gastspieler an der Afrikareise von Austria Wien teil, die ihm nach einem Vorbereitungsspiel in Ungarn gegen Haladás Szombathely in die Elfenbeinküste und das heutige Ghana führte. 1959 belegte der WAC in der Liga den fünften Platz und gewann durch einen 2:0-Sieg vor 10.000 Zusehern im Praterstadion über Rapid den ÖFB-Cup. 1960 verbesserte sich der WAC auf den dritten Rang.
Ende Oktober 1961 schloss sich der 27-jährige Mach dem Hakoah Club in der australischen Metropole Sydney an, der eine führende Rolle in der Liga von Neusüdwales spielte. In Absenz einer nationalen Liga war das die höchste Leistungsstufe. An der Seite weiterer nach Australien abgewanderter Österreicher wie Karl Jarosch, Torwart Heinz Wenzl und Peter Hrncir gewann er mit dem Verein die Staatsmeisterschaft von 1961 durch einen 4:1-Sieg über Canterbury-Marrickville, wo der noch junge australische Weltmeisterschaftsteilnehmer von 1974 Johnny Warren spielte. 1962 gelang die Wiederholung des Erfolges durch ein 4:2 über den Budapest Club vor 26.800 Zusehern, was einen australischen Rekord für Vereinsspiele darstellte. Der Österreicher Herbert Ninaus erzielte drei Treffer und traf auch dreimal das Gebälk. Landsmann Adolf Blutsch erzielte das zweite Tor von Hakoah. Torwart Wenzl, Karl Jarosch Adolf Handorf und Heinz Dolezal erweiterten das Kontingent der Österreicher in der Aufstellung von Hakoah auf sieben Spieler. Mit Herbert Stegbauer spielte ein weiterer Österreicher auf der Seite von Budapest. Im Oktober 1963 wurde Mach wegen Begebenheiten vor einem Pokalspiel gegen Canterbury-Marrickville aus der Mannschaft rausgeworfen.